# Zenonina mystacina
Zenonina mystacina là một loài nhện trong họ Lycosidae.
Loài này thuộc chi Zenonina. Zenonina mystacina được Eugène Simon miêu tả năm 1898.